# Swedish Orphan Biovitrum
Swedish Orphan Biovitrum (Sobi) är ett läkemedelsföretag med två fokusområden: hemofili och sällsynta sjukdomar.

## Historia
Sobi är en sammanslagning av Swedish Orphan och Biovitrum. Företaget har sina lokaler i Karolinska Institutet Science Park i Solna.